# 威爾薩爾 (蒙大拿州)
威爾薩爾（英語：Wilsall）是位於美國蒙大拿州帕克縣的普查規定居民點。

## 歷史
威爾薩爾的郵局自1910年營運至今。

## 人口
根據2020年美國人口普查的數據，威爾薩爾的面積為2.90平方千米，皆為陸地。當地共有人口197人，而人口密度為每平方千米67.93人。